# Halefoğlu, Kars
Halefoğlu là một xã thuộc thành phố Kars, tỉnh Kars, Thổ Nhĩ Kỳ. Dân số thời điểm năm 2010 là 2525 người.